# Bartomeu Llinàs Ferrà
Bartomeu Llinàs Ferrà (Esporles, 1952) és un pedagog, historiador i polític mallorquí del PSIB-PSOE. Fou director provincial d'educació del MEC i conseller d'educació i cultura del Govern de les Illes Balears la VIIa legislatura.
És diplomat en magisteri (1970) i llicenciat en història (1983). En l'àmbit professional, ha estat director del col·legi públic Rafal Nou i inspector d'educació.
Ha estat regidor a l'ajuntament d'Esporles en dues ocasions, director provincial del Ministeri d'Educació i Ciència (1995-1996), director general de Projectes del Govern de les Illes Balears i director general de Formació Professional i Inspecció Educativa (2002-2003) i secretari general de la Presidència del Govern Balear (2007-2009).
El juny del 2007, i després de la renúncia del número 1 de la llista Francesc Antich, ell mateix renuncià a la seva acta de diputat al Congrés dels Diputats que li corresponia per haver estat el número 5 de les llistes. Uns dies abans havia sortit elegit diputat per Mallorca al Parlament de les Illes Balears. Renuncià a l'escó del parlament el 13 de juliol de 2007 per ser nomenat secretari de la presidència.
El 14 de setembre de 2009 fou nomenat Conseller d'educació i cultura del Govern de les Illes Balears.
És membre del Cercle d'Economia de Mallorca. N'ha estat el secretari i el vicepresident.
El 22 de desembre de 2019 és nomenat membre i president del Consell Social de la Universitat de les Illes Balears.

## Publicacions
- 1984: Tomàs Seguí. Biografia del batle d'Esporles en la Segona República
- 1996: El mapa escolar.[15]

### Amb altres autors
- Experiència interdisciplinària sobre 'La deixa del geni grec', realitzada al Col·legi Públic Rafal Nou, Palma. (1983)
- Guia dels programes educatius de les Illes Balears (1989)
- Binifaldó: un camp d'aprenentatge a la Serra de Tramuntana de Mallorca. (1990)
- Illa al sud, un centre de vacances escolars a Formentera (1991)
- Pla provincial de formació del professorat : 1990-1991.
- Pla provincial de formació del professorat : 1991-1992.[16]
- Llegendes i Tradicions d'Esporles (1996).
- Les Illes Balears. Llibre de text de Coneixement del Medi (1994)
- Els Camps d'aprenentatge de les Illes Balears (1996)